# 2640 Hällström
2640 Hällström este un asteroid din centura principală, descoperit pe 18 martie 1941, de Liisi Oterma.